# Giải thưởng Fair Play (Việt Nam)
Giải thưởng Fair Play là một giải thưởng tiêu biểu cho tinh thần bóng đá cao thượng được tổ chức tại Việt Nam nhằm tôn vinh những cá nhân hoặc tập thể có cách chơi đẹp, ứng xử hay, hành vi đúng mực và nhân văn trong bóng đá. Giải thưởng này do Báo Pháp Luật Thành phố Hồ Chí Minh và Liên đoàn bóng đá Việt Nam khởi xướng và được tổ chức lần đầu tiên vào năm 2012.

## Danh sách đoạt giải
| Năm  | Đoạt giải                                                | Ghi chú |
| ---- | -------------------------------------------------------- | --- |
| 2012 | Võ Nhật Tân                                              | Hậu vệ Võ Nhật Tân (Đồng Tâm Long An) đã từ chối lợi ích vật chất khi tố cáo và lên án hành vi lôi kéo mua bán độ của kẻ môi giới qua việc báo cho lãnh đạo đội bóng cảnh giác và làm công tác tư tưởng kịp thời với toàn đội. |
| 2013 | U-19 Việt Nam                                            | Lối chơi tuyệt vời và phong cách thi đấu rất fair-play của đội tuyển U-19 Việt Nam không chỉ tạo ấn tượng trong nước mà lan rộng ra quốc tế. |
| 2014 | U-19 Việt Nam                                            | Đội tuyển U-19 Việt Nam tiếp tục được vinh danh "với lối chơi cống hiến và đẹp mắt". |
| 2015 | Abass Dieng                                              | Tiền đạo Abass Dieng (Becamex Bình Dương) đã tha thứ cho Dương Thanh Hào (Hà Nội T&T), cầu thủ khiến Abass gãy cổ chân trên sân Gò Đậu. |
| 2016 | Đội tuyển futsal Việt Nam                                | Đội tuyển futsal Việt Nam đã đánh bại Nhật Bản ở tứ kết giải vô địch châu Á để lần đầu tiên dự World Cup. Ở vòng chung kết World Cup 2016, đội tiếp tục ghi dấu ấn khi giành vé vào vòng 1/8. Đặc biệt, đội tuyển futsal Việt Nam sau đó đã được FIFA trao giải Fair-play. |
| 2017 | Nguyễn Văn Toàn                                          | Văn Toàn đã ngăn lãnh đạo và các đồng đội bỏ thi đấu trong trận Hoàng Anh Gia Lai gặp FLC Thanh Hóa vào ngày 8 tháng 4 năm 2017 trên sân vận động Pleiku. |
| 2018 | Nguyễn Quang Hải Đoàn Văn Hậu Bùi Tiến Dũng Hà Đức Chinh | Bốn tuyển thủ U-23 Quốc gia đã tham gia chương trình Điều ước thứ 7 để thực hiện hóa giấc mơ của em Tom bị ung thư não từ khi mới 33 tháng tuổi. |
| 2019 | Chương Thị Kiều                                          | Trung vệ Chương Thị Kiều đã nén đau vì chấn thương để thi đấu cùng đồng đội trong trận chung kết bóng đá nữ SEA Games 30, nơi Việt Nam thắng tuyển nữ Thái Lan 1–0. |
| 2020 | Nguyễn Nhớ                                               | Nguyễn Nhớ (Sanvinest Sanna Khánh Hòa) đã từ bỏ một tình huống có thể ghi bàn thắng rất rõ ràng khi nhìn thấy một cầu thủ đối phương bị đau đang nằm sân. Tình huống này diễn ra ở phút 13 trận Sanvinest Sanna Khánh Hòa và Kardiachain Sài Gòn FC trong khuôn khổ giải Futsal vô địch quốc gia 2020.                                                                          |
| 2021 | Đội tuyển futsal Việt Nam                                | Đội tuyển futsal Việt Nam một lần nữa đoạt giải vì đã thi đấu rất nỗ lực tại World Cup 2021 và xuất sắc lọt vào vòng 16 đội. Không chỉ thi đấu quyết tâm và đầy fair-play, đội còn tạo ra nhiều cảm xúc lớn với người hâm mộ Việt Nam và thế giới. |
| 2022 | Đội tuyển bóng đá nữ Việt Nam                            | Tập huấn tại Tây Ban Nha trước khi về Ấn Độ dự Asian Cup cũng là vòng loại World Cup, hơn nửa đội nữ Việt Nam bị COVID-19 khiến ngày đầu đến Ấn Độ chỉ có 4 cầu thủ. Cứ thế họ vượt khó, người khỏe tập riêng, người bị cách ly tập riêng và có trận vừa đúng số cầu thủ đăng ký thi đấu (14 người) và đã đoạt được chiếc vé dự World Cup, đưa bóng đá Việt Nam đi vào lịch sử. |